# Rivière Kauskatitineu
La rivière Kauskatitineu est un affluent du lac Du Tast, dans la Municipalité de Eeyou Istchee Baie-James, dans la région administrative du Nord-du-Québec, dans la province canadienne de Québec, au Canada.
Le bassin versant de la rivière Kauskatitineu est desservi par la route du Nord venant de Matagami coupant le cours supérieur de la rivière. La surface de la rivière est habituellement gelée du début novembre à la mi-mai, toutefois la circulation sécuritaire sur la glace se fait généralement de la mi-novembre à la mi-avril.

## Géographie
Les principaux bassins versants voisins de la rivière Kauskatitineu sont :
- côté Nord : lac Colomb, rivière Colomb, rivière Rupert, lac Du Tast (Eeyou Istchee Baie-James) ;
- côté Est : lac Dana (Eeyou Istchee Baie-James), rivière Iyinu Kaniput, lac Evans, rivière Broadback ;
- côté Sud : rivière Matawawaskweyau, rivière Muskiki, rivière Nottaway, lac Soscumica ;
- côté Ouest : lac Chabouillié, lac Rodayer, lac Dusaux, rivière Nottaway.

La rivière Kauskatitineu prend sa source d’un ruisseau forestier (altitude : 264 m) situé à :
- 25,0 km au Nord-Est d’une courbe de la rivière Nottaway ;
- 61,3 km au Nord-Ouest du lac Soscumica ;
- 15,9 km au Sud-Ouest de l’embouchure de la rivière Kauskatitineu ;
- 22,0 km au Sud-Ouest de l’embouchure du lac Du Tast (Eeyou Istchee Baie-James) (confluence avec le lac Dana (Eeyou Istchee Baie-James)) ;
- 30,7 km au Sud-Ouest de l’embouchure du lac Dana (Eeyou Istchee Baie-James) ;
- 124,3 km au Nord du centre-ville de Matagami.

À partir de sa source, la « rivière Kauskatitineu » coule sur 24,2 km selon les segments suivants :
- 4,0 km vers l’Est, en formant une courbe vers le Sud, jusqu’à un ruisseau (venant du Sud) ;
- 20,2 km vers le Nord-Est en recueillant sur sa rive gauche plusieurs ruisseaux et en traversant quelques zones de marais, jusqu’à son embouchure[2].

La « rivière Kauskatitineu » se déverse dans une baie de la rive Ouest du lac Du Tast (Eeyou Istchee Baie-James). Ce lac se déverse à son tour dans le lac Dana (Eeyou Istchee Baie-James) lequel déverse dans une baie à l’Ouest du lac Evans ; ce dernier plan d’eau est traversé vers le Nord par la rivière Broadback.
L’embouchure de la rivière Kauskatitineu est située à :
- 7,1 km au Sud-Ouest de l’embouchure du lac Du Tast (Eeyou Istchee Baie-James) ;
- 20,6 km au Sud-Ouest de l’embouchure du lac Dana (Eeyou Istchee Baie-James) ;
- 39,1 km au Sud-Ouest de l’embouchure du lac Evans
- 71,7 km au Nord du lac Soscumica ;
- 107,1 km au Sud-Est de l’embouchure de la rivière Broadback ;
- 136,5 km au Nord du centre-ville de Matagami.

## Toponymie
D’origine crie, le toponyme « rivière Kauskatitineu » signifie : « la rivière où il y a de jeunes branches ».
Le toponyme « rivière Kauskatitineu » a été officialisé le 5 octobre 1982 à la Commission de toponymie du Québec